# Évry, Essonne
Évry este un oraș în Franța, prefectura departamentului Essonne, în regiunea Île-de-France, la 27 km sud-est de Paris. 

## Educație
- École nationale supérieure d'informatique pour l'industrie et l'entreprise
- École nationale supérieure des mines de Paris
- Institut Mines-Télécom Business School

1. ↑  French National Directory of Representatives, accesat în 15 martie 2019
2. ↑  répertoire géographique des communes, accesat în 26 octombrie 2015
3. ↑  dataset of postal codes in France, 1 octombrie 2018